# Moutier (huyện)
Huyện Moutier là một trong 3 huyện nói tiếng Pháp của Bernese Jura ở bang Bern với thủ phủ là Moutier. Huyện này có dân số khoảng 23.098 người (năm 2004).

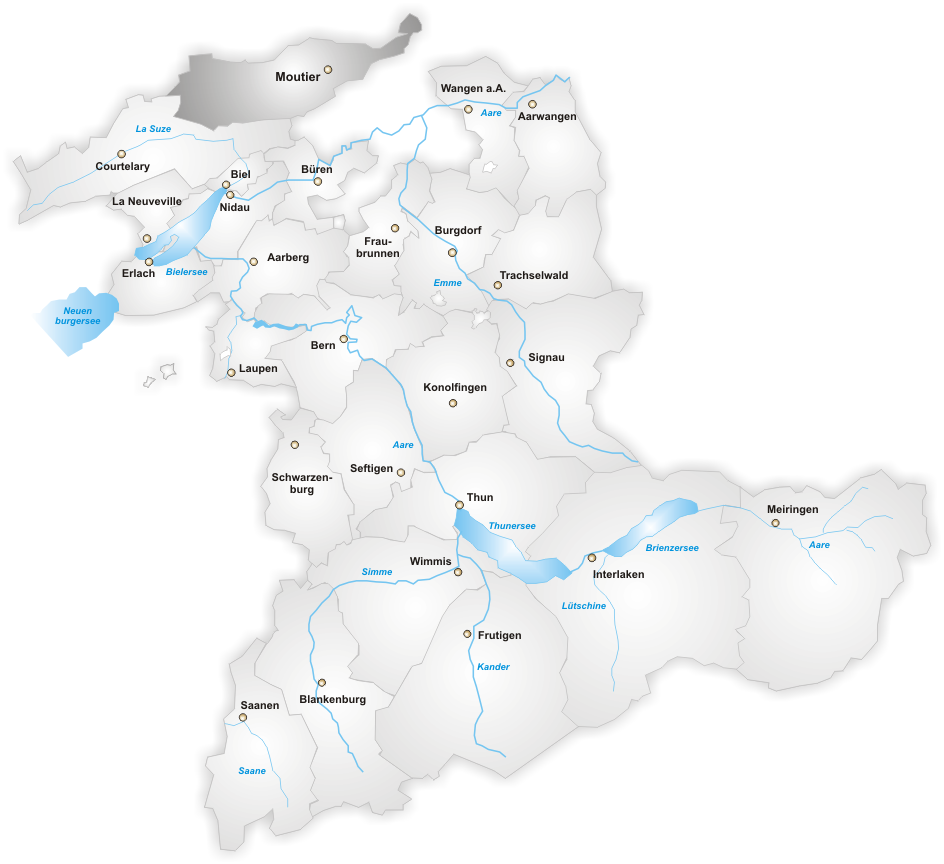
Huyện Moutier

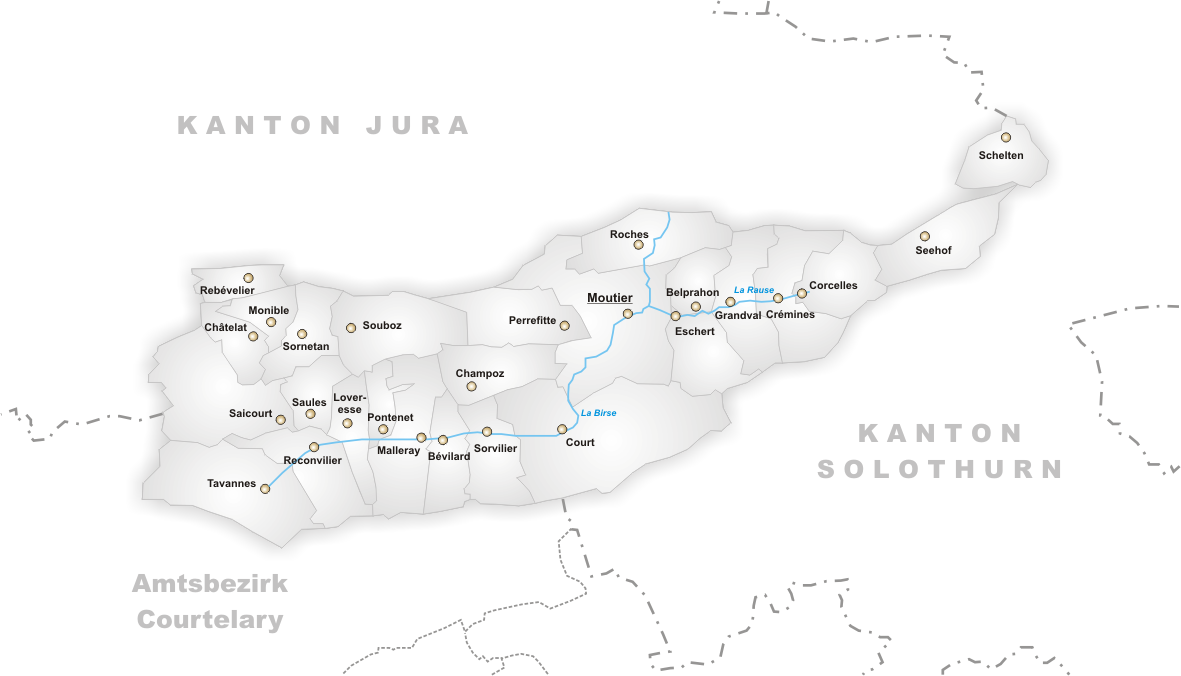
Các đô thị ở huyện Moutier

| Đô thị                 | Dân số (2004) | Diện tích (km²) |
| ---------------------- | ------------- | --------------- |
| Belprahon              | 327           | 3,79            |
| Bévilard               | 1723          | 5,63            |
| Champoz                | 165           | 7,11            |
| Châtelat               | 127           | 4,09            |
| Corcelles BE           | 217           | 6,78            |
| Court BE               | 1355          | 24,60           |
| Crémines               | 534           | 9,35            |
| Elay (Seehof)          | 82            | 8,42            |
| Eschert                | 368           | 6,56            |
| Grandval BE            | 345           | 8,21            |
| Loveresse              | 318           | 4,64            |
| Malleray               | 1897          | 10,35           |
| Monible                | 36            | 3,39            |
| Moutier                | 7601          | 19.53           |
| Perrefitte             | 508           | 8,67            |
| Pontenet               | 199           | 2,74            |
| Rebévelier             | 49            | 3,52            |
| Reconvilier            | 2342          | 8,23            |
| Roches BE              | 242           | 8,97            |
| Saicourt               | 591           | 13,75           |
| Saules BE              | 167           | 4,25            |
| Schelten (La Scheulte) | 53            | 5,61            |
| Sornetan               | 128           | 5,62            |
| Sorvilier              | 283           | 7,02            |
| Souboz                 | 122           | 10,63           |
| Tavannes               | 3319          | 14,65           |